# Żagnica wielka
Żagnica wielka (Aeshna grandis) – gatunek owada z rzędu ważek należący do podrzędu ważek różnoskrzydłych i rodziny żagnicowatych (Aeshnidae). Występuje od Europy Zachodniej po środkową Syberię – jezioro Bajkał i obszar w Jakucji położony 400–700 km na północny wschód od niego. Szeroko rozprzestrzeniona i pospolita w prawie całym zasięgu swojego występowania.
Całkowita długość ciała 70–77 mm, długość tylnego skrzydła 41–49 mm, rozpiętość skrzydeł sięga 100 mm. Ubarwienie brązowe z żółtymi paskami na tułowiu, niektóre elementy ciała zabarwione są na niebiesko. Skrzydła o lekkim złotobrązowym zabarwieniu. 
Jest jedną z najpospolitszych żagnic (Aeshna) w środkowej i centralnej Europie, szczególnie na terenach zalesionych. W Polsce spotykana w całym kraju, poza wyższymi partiami gór. Zasiedla różne typy wód stojących lub wolno płynących (np. sztucznie utworzone kanały lub starorzecza; samice składają też jaja do zatok wolno płynących rzek). Imagines często spotykane są w rejonach zadrzewionych. Lata od końca maja do października (w Polsce od czerwca do września).

## Bibliografia

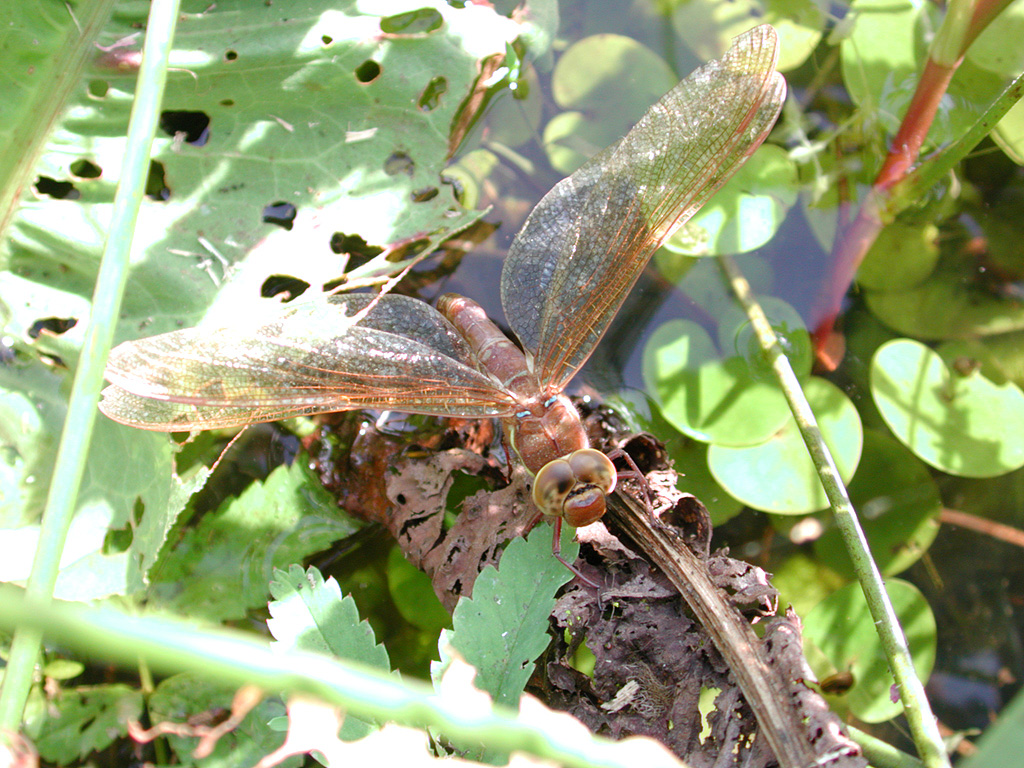
Samica składająca jaja